# Sindrome di Tourette
La sindrome di Tourette (o sindrome di Gilles de la Tourette) è un disturbo neurologico che esordisce nell'infanzia scomparendo spesso durante l'adolescenza, caratterizzato dalla presenza di tic motori e fonatori incostanti, talvolta fugaci e altre volte cronici, la cui gravità può variare da estremamente lievi a invalidanti.
In molti pazienti emergono alcune comorbilità (diagnosi di patologie co-concorrenti diverse dalla sindrome di Tourette), come il disturbo da deficit di attenzione/iperattività (ADHD) e il disturbo ossessivo-compulsivo (DOC). Le altre condizioni sono spesso secondarie a peggioramento nel quadro clinico del paziente e quindi è fondamentale identificarle correttamente e trattarle.
La sindrome prende il nome dal neurologo francese Georges Gilles de la Tourette, che la descrisse nell'Ottocento, anche se era già stata individuata e inquadrata sin dal Seicento; la sindrome in realtà non fu quasi considerata fino a pochi decenni dalla fine del XX secolo. La definizione di "sindrome di Tourette" non identifica una specifica malattia o un preciso vulnus neurologico, ma piuttosto un quadro comportamentale caratterizzato da diverse manifestazioni (anche psicologiche) che sono presenti in altre sindromi; diversi fattori neuro-fisiologici possono portare infatti alle stesse manifestazioni.

## Classificazione
I "tic" sono movimenti improvvisi, ripetitivi, non ritmici ("tic motori") ed espressioni ("tic fonici") che coinvolgono determinati gruppi muscolari. I tic motori sono basati sul movimento, mentre quelli fonici su suoni involontari prodotti spostando l'aria attraverso il naso, la bocca o la gola.
La sindrome di Tourette è stata inserita nel Manuale diagnostico e statistico dei disturbi mentali a partire dalla quarta edizione (DSM-IV-TR) come uno dei disturbi "solitamente diagnosticati durante l'infanzia, o l'adolescenza" ed è stata classificata in base al tipo di tic (motorio o fonico) e alla sua durata (transitorio o cronico): i tic transitori venivano divisi in tic motori multipli, tic fonici o entrambi, con una durata compresa tra le quattro settimane e i dodici mesi. I disturbi cronici potevano essere classificati come singoli o multipli, motori o fonici (ma non entrambi) e dovevano presentarsi per più di un anno. La sindrome veniva diagnosticata quando i tic motori multipli e almeno un tic fonico erano presenti da più di un anno. La quinta versione del DSM (DSM-5), pubblicata nel maggio 2013, riclassifica la sindrome di Tourette elencandola nella categoria dei disturbi dello sviluppo neurologico, senza altre modifiche significative.
I disturbi da tic sono definiti in modo leggermente diverso nella classificazione ICD-10 stilata dall'Organizzazione mondiale della sanità, dove è stato loro assegnato il codice F95.2.
Sebbene la sindrome sia la più grave espressione dei vari disordini correlati ai tic, la maggior parte dei casi appare di lieve entità. La gravità dei sintomi varia molto tra i soggetti e le manifestazioni meno importanti possono anche passare inosservate.

## Storia

### Antichità, letteratura e superstizione
Descrizioni di un disturbo compulsivo assimilabile a un tic, sintomo della suddetta sindrome, sono rintracciabili già nella medicina antica, nelle opere di Aulo Cornelio Celso (De medicina), Claudio Galeno (De locis affectis), Avicenna (Il canone della medicina) e di molti altri, senza che però ne siano chiare le cause.
Figure illustri affette da manifestazioni ticcose furono l'imperatore romano Domiziano (come descritto nelle Vite dei Cesari di Svetonio), il poeta e letterato Samuel Johnson, e Molière. Tra i personaggi letterari, occorre menzionare il signor Caton de Il giardiniere galante di Dancourt.
Il tic entra così nell'immaginario collettivo, oltre che in quello medico, ma la medicina del tempo non disponeva di conoscenze e di metodologie diagnostiche adeguate: ecco che l'impossibilità di comprensione delle cause della poi ribattezzata sindrome di Tourette sfocia nella descrizione presente nel Malleus Maleficarum, in cui la sindrome è attribuita a qualche influsso demoniaco.

### Scoperta e studio

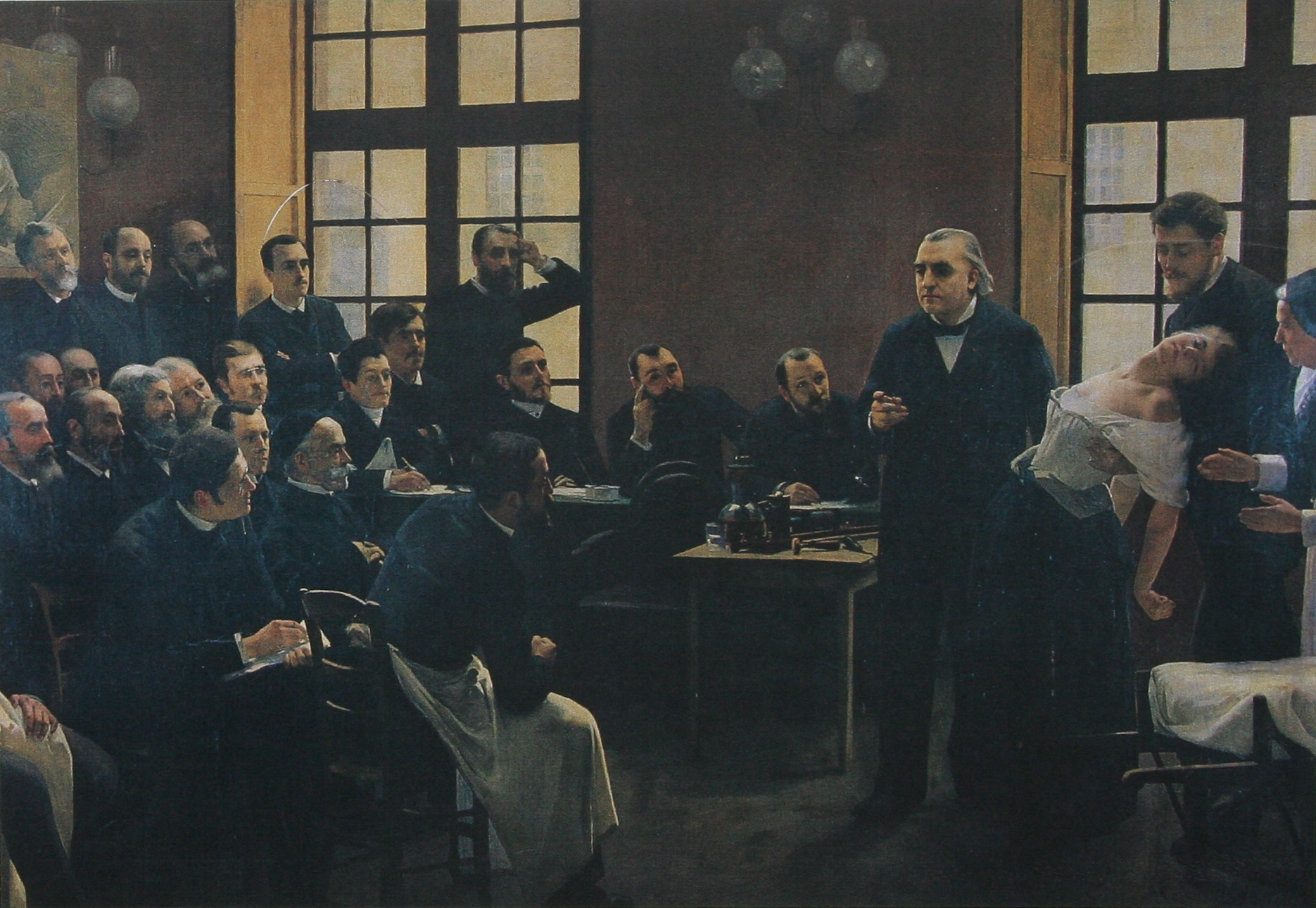
Jean-Martin Charcot (1825-1893) coniò l'eponimo «sindrome di Tourette» dal nome del suo allievo Gilles de la Tourette che la scoprì nel 1884

Nella Francia dell'Ottocento, grazie a un nuovo approccio all'indagine medica e a un forte interesse per lo studio del cervello, la sindrome fu sottoposta ad analisi più rigorosa.
Nel 1825 Jean Marc Gaspard Itard pubblicò un articolo sugli Archives générales de médicine, descrivendo il caso più emblematico allora conosciuto, quello della marchesa di Dampierre, assieme ad altri nove simili. La marchesa ricomparve poi nel 1847 nel Maladies de la volonté di Ernest Billod, tre anni dopo nel libro Histoire de la muscolation irrésistible ou de la chorée anormale di David-Didier Roth e nel 1851 il suo caso fu analizzato dal medico parigino Claude-Marie-Stanislas Sandras.
Ogni medico offriva ipotesi e teorie differenti, ignorando spesso le conclusioni dei predecessori, finché, in un articolo del 1884 e in una pubblicazione dell'anno successivo, un allievo di Jean-Martin Charcot, Gilles de la Tourette, fornì un rigoroso quadro clinico del disturbo.
Il primo a ipotizzarne l'origine neurologica fu nel 1927 uno psichiatra tedesco, Erwin Straus, ma furono Arthur Shapiro e sua moglie Elaine, quasi cinquant'anni dopo, a fornire un inquadramento esaustivo e una precisa eziologia organica della sindrome.

## Epidemiologia
I tic della sindrome di Tourette cominciano durante l'infanzia per poi diminuire con gli anni; in tal modo, negli adulti la diagnosi risulta difficoltosa e quindi la prevalenza risulta superiore nella popolazione pediatrica. Con l'arrivo dell'adolescenza, circa un quarto dei bambini che prima presentavano i segni della condizione vedono ridursi o scomparire i tic: per quasi la metà di essi i tic si riducono a un livello minimo o lieve, pur persistendo per meno di un quarto di loro. Gli adulti sperimentano un peggioramento dei tic rispetto all'età pediatrica in una quota compresa tra il 5% e il 14%.
La sindrome di Tourette si riscontra in tutti i gruppi sociali ed etnici e senza alcuna disuguaglianza geografica. Tuttavia vi è una differenza basata sul sesso, infatti è tre o quattro volte più frequente tra i maschi rispetto alle femmine. La prevalenza varia, per età e sesso del campione, a seconda delle procedure di accertamento e del sistema diagnostico scelto, da un minimo dello 0,5% registrato in uno studio del 1993 a un massimo del 2,9% come rilevato in una pubblicazione del 1998.
Fino all'1% della popolazione generale sperimenta disturbi correlati ai tic, comprese le condizioni croniche e transitorie dell'infanzia. I tic cronici interessano il 5% dei giovani, mentre quelli transitori fino al 20%. Uno studio del 2011 ha suggerito che la prevalenza della sindrome di Tourette nella popolazione generale sia dell'1%, con un intervallo dello 0,4%÷3,8% tra i bambini/ragazzi dai 5 ai 18 anni, mentre un'altra pubblicazione coeva ha riscontrato che la prevalenza complessiva sia tra lo 0,3% e l'1%. Nel 2008 in uno studio si riportò che la percentuale dei ragazzi affetti potesse aggirarsi tra lo 0,1% e l'1% e successivamente altri studi ridussero l'intervallo tra lo 0,6% e lo 0,8%.
Fino a qualche decennio prima del 2000, si riteneva che i casi di sindrome di Tourette fossero molto più rari: nel 1972, il National Institutes of Health riteneva che vi fossero negli Stati Uniti meno di 100 casi e un registro dell'anno seguente elencava soltanto 485 casi in tutto il mondo. Tuttavia, diversi studi pubblicati a partire dal 2000 hanno dimostrato che la prevalenza fosse molto più alta. Si ritiene che queste discrepanze siano dovute alle diverse metodologie utilizzate per le stime e nei diversi criteri diagnostici e di soglia. Gli individui con sintomi lievi spesso non ricorrono alle cure mediche e gli stessi medici tendono a evitare di formulare una diagnosi certa sui bambini per il timore di farli incorrere in una forma di stigma sociale.
La sindrome di Tourette è associata a diverse condizioni di comorbilità. La maggior parte delle persone con tic non si rivolge al medico, ma tra coloro in cui viene individuata si presentano anche altre condizioni: fino al 50% di essi risulta soffrire anche di disturbo ossessivo-compulsivo e disturbo da deficit di attenzione/iperattività (ADHD). In effetti si evidenziò che solo il 40% circa dei pazienti con sindrome di Tourette soffra esclusivamente di questa condizione. Nelle persone con tic, la presenza concomitante dell'ADHD è associata alla compromissione funzionale, a un comportamento dirompente e alla gravità dei tic. Altre condizioni di comorbidità comprendono comportamenti autolesionistici, ansiosi, depressione, disturbi della personalità, disturbo oppositivo provocatorio e disturbi della condotta.

## Caratteristiche
I tic sono movimenti o suoni «che si verificano con intermittenza e imprevedibilmente fuori di un contesto di attività normale», con la comparsa di «comportamenti normali non andati a buon fine». I tic associati alla sindrome di Tourette sono caratterizzati per numero, frequenza, gravità e per la posizione anatomica: la crescita e il calo, il continuo aumento e la diminuzione della loro gravità e frequenza avvengono in modo diverso per ogni individuo.
La coprolalia (l'espressione involontaria di parole o frasi censurabili o tabù) è il sintomo più noto della sindrome di Tourette, ma non è sufficiente per formulare la diagnosi, e solo circa il 10% dei pazienti lo sperimenta. Anche l'ecolalia (ripetere le parole di altri) e la palilalia (ripetere le proprie parole) si verificano in una minoranza di casi, mentre il segno motorio e il tic iniziale più comuni sono, rispettivamente, chiudere gli occhi e schiarirsi la gola.
A differenza dei movimenti anormali e degli altri disturbi del movimento (per esempio, coree, distonie, mioclono e discinesie), i tic tourettici sono temporaneamente sopprimibili, non ritmici e spesso preceduti da un impulso premonitore non desiderato. Subito prima dell'insorgenza del tic, la maggior parte dei pazienti sperimenta la necessità di starnutire o grattarsi. Gli individui descrivono il tic come un accumulo di tensione, pressione o energia che scelgono di rilasciare consapevolmente, come se "fosse necessario farlo" per alleviare la sensazione o fino a quando non ci si sente più tesi. Alcuni esempi di impulso premonitore sono la sensazione di avere qualcosa in gola o un disagio nelle spalle, che portano a schiarirsi la gola o di alzare le spalle. Il tic può essere un modo per alleviare questa tensione o sensazione, simile alla sensazione che si ha dopo essersi grattati.
Per via delle sollecitazioni premonitrici che li precedono, i tic sono descritti come semi-volontari, piuttosto che specificamente involontari. Possono essere vissuti come una risposta volontariamente sopprimibile all'impulso premonitore indesiderato. Le descrizioni pubblicate sui tic identificano i fenomeni sensoriali della Tourette come il sintomo principale della sindrome, anche se non sono inclusi nei criteri diagnostici.
Benché gli individui con tic possano a volte sopprimerli per periodi limitati di tempo, ciò comporta in loro tensione o stanchezza mentale. Le persone con la sindrome di Tourette possono cercare un luogo appartato per rilasciare i loro sintomi o vi può essere un marcato aumento del tic dopo un periodo di soppressione. Alcuni non sono coscienti del desiderio premonitore. I bambini possono essere meno consapevoli del bisogno associato al tic rispetto agli adulti, ma la loro consapevolezza aumenta negli anni.
Anche se non esiste un caso "tipico", la condizione segue un percorso abbastanza standard come età d'esordio e gravità dei sintomi. I tic possono apparire fino a diciotto anni, ma l'età più comune di insorgenza è tra i cinque e i sette. Uno studio del 1998 di Leckman et al. per lo Yale Child. Study Center ha dimostrato che le età di massima severità dei tic sono tra gli otto e i dodici anni (con una media di dieci), con i tic in costante calo per la maggior parte dei pazienti che poi regrediscono attraverso l'adolescenza. I tic iniziali si presentano più frequentemente nelle regioni del corpo della linea mediana in cui vi sono molti muscoli, di solito nella testa, nel collo e sulla regione facciale. Ciò contrasta con i movimenti stereotipati osservati in altre patologie, come quelli presenti nei disturbi dello spettro autistico, che di solito compaiono prima, sono più simmetrici, ritmici, bilaterali e coinvolgono principalmente le estremità (ad esempio il movimento ripetuto delle mani). I tic che compaiono precocemente sono spesso confusi con altre condizioni, come le allergie, l'asma e i problemi alla vista. Pediatri, allergologi e oftalmologi sono in genere i primi a notare i tic in un bambino.
Il disturbo ossessivo-compulsivo (DOC) e il disturbo da deficit di attenzione/iperattività (ADHD) sono spesso presenti. Circa il 40% dei pazienti con sindrome di Tourette presenta solo questa condizione e non accusa ADHD o DOC, mentre altri riportano che sino al 57% dei pazienti con tic non ha avuto ulteriori complicanze, mentre il 43% ha sperimentato più condizioni di comorbidità. Talvolta può comparire accanto a sintomatologie che ricordano la distonia mioclonica e alla sindrome di Asperger. Alcune mutazioni genetiche possono essere in comune con le canalopatie sodiche e le patologie cerebellari (tremori essenziali, ecc.).

## Eziopatogenesi
Le cause e origini della sindrome sono ancora incerte. L'eziologia è multifattoriale, sono coinvolti fattori genetici e ambientali.
Sebbene l'esatta modalità di insorgenza della malattia sia ancora sconosciuta, studi genetici hanno dimostrato che la maggior parte dei casi è ereditaria. Al momento non è stato identificato alcun gene la cui alterazione conduca con certezza allo sviluppo della sindrome. Si ritiene, tuttavia, che i tic dipendano da una disfunzione del talamo, dei gangli della base e della corteccia frontale del cervello, disfunzioni che comportano un'attività anomala della dopamina.
Fattori non genetici possono influenzare la gravità della malattia: alcune forme della condizione possono essere geneticamente correlate al disturbo ossessivo compulsivo (DOC) mentre non è dimostrata la relazione fra sindrome di Tourette e disturbo da deficit di attenzione/iperattività (ADHD).

### Fattori genetici
Studi di genetica, comprendenti anche casi di gemelli, hanno dimostrato che una consistente maggioranza dei casi è ereditaria, sebbene sia ignoto il modello secondo il quale la condizione è ereditata. Per molto tempo si è ritenuto che si trattasse di un disturbo autosomico dominante, ma studi recenti hanno suggerito il coinvolgimento di più geni.
Talvolta i tic non si presentano in un contesto familiare e sono identificati come "sporadici" o "turettismi".
La probabilità di trasmettere il disturbo ai figli è circa il 50%. Il sesso maschile è più predisposto a sviluppare i tic. La sindrome di Tourette è caratterizzata da penetranza incompleta, ovvero i segni e i sintomi della patologia non compaiono in tutti i soggetti portatori della vulnerabilità genetica. Anche l'espressività è variabile: persino familiari che condividono i medesimi marcatori genetici possono avere manifestazioni di gravità assai differente. I geni si possono esprimere con il quadro della sindrome completa, come tic transitori o come tic cronici o con sintomi ossessivi compulsivi senza alcun tic. Solo una piccola percentuale dei bambini portatori dei geni sviluppano sintomi tanto severi da richiedere cure mediche. Non è possibile predire se un soggetto svilupperà la sindrome nel corso della vita.

### Fisiopatologia

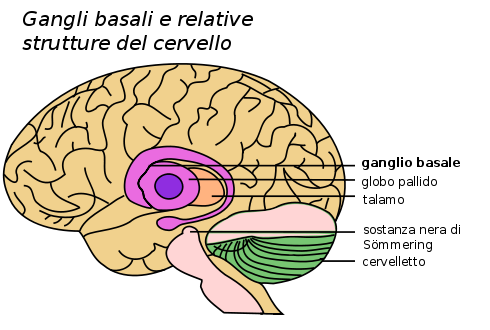
Strutture cerebrali implicate nella sindrome di Tourette

L'esatto meccanismo della sindrome è sconosciuto. Si ritiene che i tic derivino da una disfunzione del sistema nervoso centrale. Modelli neuroanatomici suggeriscono un'alterazione dei circuiti cortico-sottocorticali, e tecniche di diagnostica per immagini hanno permesso di supporre un coinvolgimento dei gangli della base e del lobo frontale.
Le ricerche forniscono numerose prove di anomala attività del neurotrasmettitore dopamina: un eccesso di dopamina o l'elevata sensitività dei recettori dopaminergici postsinaptici, potrebbe rappresentare il meccanismo alla base della sindrome. Tuttavia potrebbero essere coinvolti altri neurotrasmettitori.

### Fattori non-genetici
Alcuni studi suggeriscono che fattori ambientali, infettivi o psicosociali, pur non potendo causare la sindrome, possano influenzare la gravità del disturbo. Studi su gemelli hanno messo in luce che il gemello con peso inferiore alla nascita tende a sviluppare sintomi più gravi. Altri eventi perinatali, come lo stress materno, il tabagismo della madre e complicanze ostetriche, sebbene non siano causa di tic potrebbero essere fattori di rischio per una maggior gravità dei tic. Un processo autoimmune potrebbe essere implicato in alcuni casi. È dibattuta l'ipotesi autoimmune che prende il nome di Pediatric Autoimmune Neuropsychiatric Disorders Associated with Streptococcal infections, PANDAS.

### Relazioni con DOC e ADHD
Alcune forme di disturbo ossessivo compulsivo (DOC) possono essere geneticamente correlate alla sindrome di Tourette, rappresentandone forse una modalità alternativa di presentazione; studi genetici mostrano un incremento di tic e comportamenti ossessivo-compulsivi nei familiari di pazienti tourettiani. Ulteriori elementi che sostengono l'ipotesi di una base comune indicano una maggior incidenza di sintomi tourettiani nei maschi e di sintomi ossessivo compulsivi nelle femmine.
Il legame con il disturbo da deficit di attenzione/iperattività (ADHD) è meno chiaro; alcuni sostengono l'ipotesi di una correlazione, altri la negano. Nelle cliniche degli Stati Uniti in cui vengono trattati i casi più gravi, la percentuale di pazienti che presentano anche ADHD sembra elevata, ma i dati non sono conclusivi.

## Diagnosi
Secondo la rivisitazione della quarta edizione del Manuale diagnostico e statistico dei disturbi mentali (DSM-IV-TR), la sindrome di Tourette può essere diagnosticata quando una persona presenta sia tic motori multipli sia uno o più tic vocali, per il periodo di un anno, con non più di tre mesi consecutivi liberi dalla condizione. Il precedente DSM-IV prevedeva che si verificasse un "notevole disagio o significativa compromissione dell'area sociale, lavorativa o di altre aree importanti della vita dell'individuo", tuttavia questo requisito è stato rimosso nel più recente aggiornamento del manuale. L'esordio deve avvenire prima dei 18 anni e non può essere attribuito agli "effetti fisiologici diretti di una sostanza o di una condizione medica generale". Quindi, altre condizioni mediche che includono tic o movimenti simili, come nel caso dell'autismo o altre cause di tourettismo, devono essere escluse prima di formulare una diagnosi.
Non esistono screening specifici che possono essere utilizzati nella diagnosi di sindrome di Tourette; la condizione è spesso mal diagnosticata o sottodiagnosticata, in parte a causa della sua vasta espressione di gravità, che va da lieve (nella maggior parte dei casi) o moderata, a grave (casi rari ma più ampiamente riconosciuti e pubblicizzati). Tosse e tic che imitano l'asma sono comunemente mal diagnosticati.
La diagnosi viene fatta sulla base dell'osservazione dei sintomi della persona e della sua anamnesi familiare e dopo aver escluso le cause secondarie di disturbi da tic. In pazienti con un esordio tipico e una storia familiare di tic e di disturbo ossessivo-compulsivo, un esame fisico e neurologico di base può essere sufficiente.
Non è necessario che altre condizioni di comorbidità (come ADHD o OCD) siano presenti, ma se uno specialista ritiene che vi possano essere altre condizioni in grado di spiegare i tic, possono essere richiesti dei test per la necessità di escludere tali condizioni. Un esempio di questo è quando vi è confusione diagnostica fra tic e convulsioni epilettiche, il che richiederebbe l'esecuzione di un elettroencefalogramma, o se vi sono altri sintomi, una risonanza magnetica, che escluda anomalie cerebrali. I livelli di TSH possono essere misurati per escludere l'ipotiroidismo, che può essere una causa di tic. Studi di neuroimaging di solito non sono del tutto affidabili. Negli adolescenti e negli adulti che si presentano con una improvvisa insorgenza di tic e altri sintomi comportamentali, è utile fare un esame delle urine per riscontrare possibili tracce di droghe, come cocaina e altri stimolanti. Se vi è una storia familiare di malattia del fegato, il controllo di valori di rame nel siero e di ceruloplasmina possono escludere la malattia di Wilson. La maggior parte dei casi sono tuttavia diagnosticati con la semplice osservazione.

### Diagnosi differenziale
Cause secondarie di tic (non legate alla sindrome di Tourette ereditaria) sono comunemente note come tourettismo. Distonie, coree e altre condizioni genetiche e cause secondarie di tic dovrebbero essere escluse nella diagnosi differenziale per la sindrome di Tourette. Altre condizioni che possono manifestarsi con tic o movimenti stereotipati comprendono disturbi dello sviluppo, disturbi dello spettro autistico e disturbi del movimento stereotipato, come: la corea di Sydenham, la distonia idiopatica e condizioni genetiche come la malattia di Huntington, neuroacantocitosi, sindrome di Hallervorden-Spatz, distrofia muscolare di Duchenne, malattia di Wilson e sclerosi tuberosa. Tra le altre possibilità, vi sono patologie cromosomiche come la sindrome di Down, la sindrome di Klinefelter, la sindrome XYY e la sindrome dell'X fragile. Cause acquisite di tic possono essere quelle indotte da farmaci, traumi cranici, encefaliti, ictus e avvelenamento da monossido di carbonio. I sintomi della sindrome di Lesch-Nyhan possono essere confusi con la sindrome di Tourette. La maggior parte di queste condizioni sono rare e un'anamnesi completa e una visita medica possono essere sufficienti per escluderli, senza particolari indagini o screening.

## Trattamento

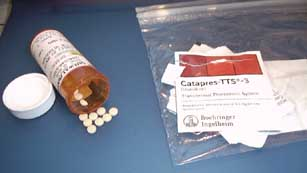
La clonidina è uno dei primi farmaci utilizzati quando vi è la necessità di un trattamento nei casi di sindrome di Tourette

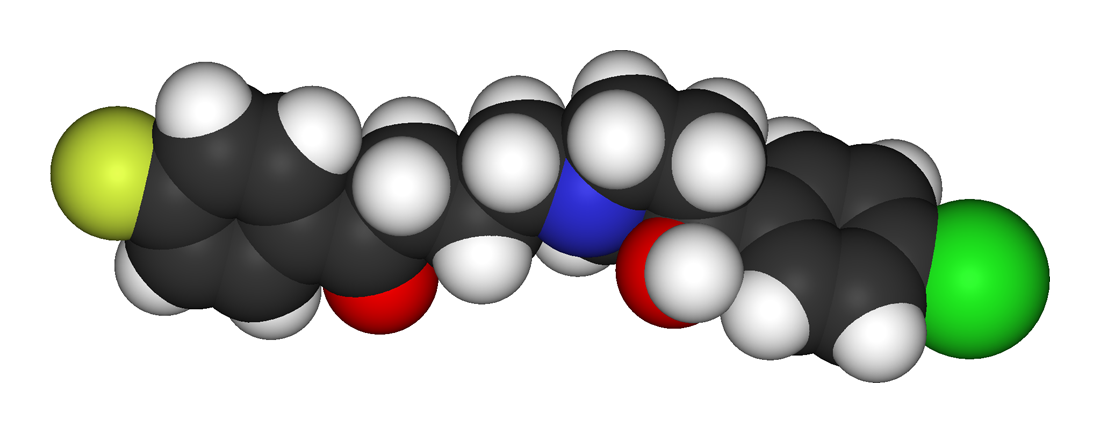
Modello tridimensionale di una molecola di aloperidolo. L'aloperidolo è un farmaco antipsicotico a volte prescritto per il trattamento dei casi più gravi di sindrome di Tourette.

Nei trattamenti farmacologici vengono generalmente prescritti: l'aloperidolo, la clonidina, la clomipramina e i farmaci SSRI serotoninergici (la serotonina è un modulatore della dopamina, che è il neurotrasmettitore maggiormente implicato nella sindrome) che possono essere utilizzati efficacemente nel ridurre gli effetti motori della sindrome (tic, movimenti incontrollati, vocalizzazioni e urla) e quelli ossessivi; la prescrizione medica si scontra con l'assenza di farmaci registrati in modo elettivo per questa sindrome.
Allo studio vi sono i promettenti esiti dell'uso degli antiandrogeni come la finasteride (un modulatore della dopamina), che sembrano in grado di influire positivamente su tic e ossessioni.
Per questa sindrome vengono inoltre proposti per i casi più gravi, e con numerose ricadute polemiche, interventi di neurochirurgia come la stimolazione cerebrale profonda (o DBS, Deep Brain Stimulation), cioè innesto permanente di elettrodi nell'encefalo. Gli interventi di natura lesionale (l'asportazione selettiva di alcune aree cerebrali o una lesione volontariamente indotta dal neurochirurgo a scopo terapeutico) appartengono ad approcci ormai superati: non hanno dato risultati soddisfacenti e inoltre sono irreversibili. Va sottolineato come la DBS sia una procedura da prendere in considerazione solo dopo attenta valutazione, solo in pazienti maggiorenni e solo quando ogni altra forma terapeutica (farmacologica e psicologica) praticata con piena collaborazione del paziente non abbia sortito effetto, e solo quando i tic rappresentino una oggettiva condizione di invalidità.
Nell'ultimo decennio sono emerse evidenze scientifiche a favore dell'impiego della cannabis o dei cannabinoidi di sintesi per la cura di questa patologia.
Anche le tecniche di habit reversal sono ampiamente citate in letteratura, e si stanno compiendo approfonditi studi sull'ipotesi di neuromodulazione e ristrutturazione dell'architettura neuronale della corteccia in risposta all'applicazione di tecniche comportamentali. La tecnica applicata da John Walkup negli Stati Uniti ha dato risultati interessanti con adolescenti e giovani. L'intervento psicoeducativo è spesso necessario per aiutare l'intero nucleo familiare a fronteggiare la sindrome, inoltre è fondamentale che i familiari e il paziente vengano monitorati per la corretta assunzione delle cure e/o la corretta pratica riabilitativa quotidiana.
Sulla sindrome sono state scritte, dal noto neuropsicologo Aleksandr Lurija che si occupò degli studi sulle anomalie della corteccia pre-frontale, in una lettera a Oliver Sacks, queste parole: "La comprensione di una tale sindrome amplierà necessariamente, e di molto, la nostra comprensione della natura umana in generale. Non conosco alcun'altra sindrome che abbia un interesse paragonabile.".

## Prognosi

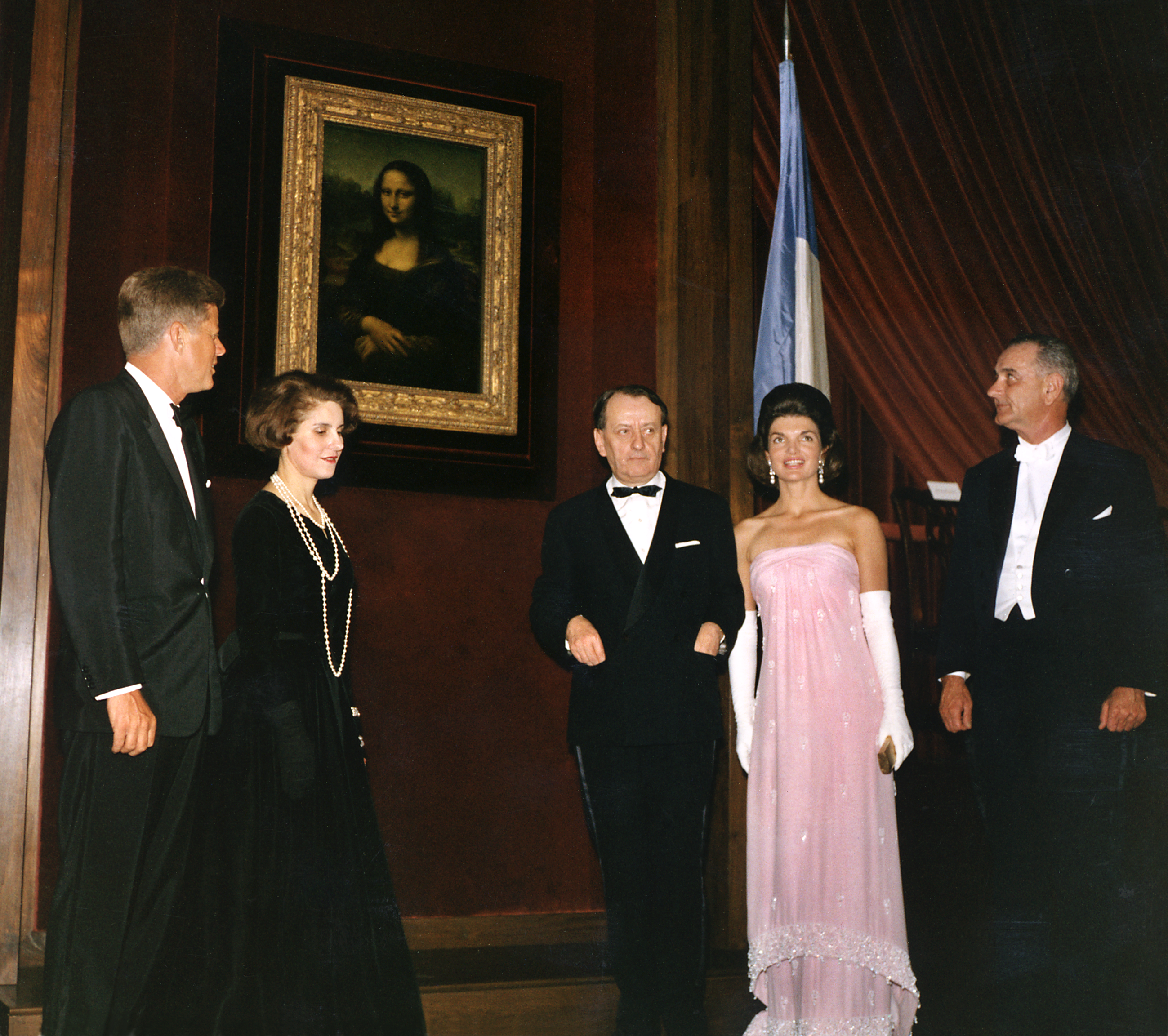
André Malraux (1901–1976), scrittore e avventuriero francese, ebbe la sindrome di Tourette. Qui, nel 1963, in veste di ministro della Cultura, è con il presidente Kennedy, Marie-Madeleine Lioux, Jackie Kennedy e il vice presidente Johnson allo scoprimento della Monna Lisa alla National Gallery of Art di Washington.

La sindrome di Tourette è un disturbo neurologico che può avere diversi livelli di gravità. La maggioranza dei casi si presenta in forma lieve e non richiede nessun trattamento. In questi casi, l'impatto dei sintomi sulla vita della persona può essere lieve, al punto che osservatori casuali potrebbero non accorgersene. La prognosi è positiva, ma una minoranza di bambini con sindrome presentano tuttavia gravi sintomi che persistono in età adulta. Uno studio effettuato su 46 soggetti a 19 anni di età, ha evidenziato che nell'80% dei casi i sintomi influivano lievemente sulla loro vita, e nel restante 20% la influenzavano moderatamente. La rara minoranza di casi gravi può inibire o impedire di avere un lavoro o una vita sociale appagante. In uno studio di follow-up su trentuno adulti con Tourette, i pazienti hanno completato le scuole superiori, il 52% ha terminato almeno due anni di università e il 71% erano occupati a tempo pieno o frequentavano scuole di istruzione superiore.
Indipendentemente dalla gravità dei sintomi, le persone con la sindrome di Tourette hanno una durata di vita normale. Anche se i sintomi possono essere permanenti e cronici, la condizione non è degenerativa o pericolosa per la vita. L'intelligenza è normale, anche se possono esserci difficoltà di apprendimento. La gravità dei tic nei primi anni di vita non pregiudica la loro severità in età avanzata e la prognosi è generalmente favorevole, anche se non vi sono metodi affidabili per prevedere il decorso. Il gene, o i geni, associati alla sindrome di Tourette non sono stati identificati, e non vi è alcuna "cura". È stato rilevato un più alto tasso di emicrania rispetto alla popolazione generale e di disturbi del sonno.
Diversi studi hanno dimostrato che la condizione nella maggior parte dei bambini migliora con la maturità. Al momento della diagnosi i tic potrebbero essere al livello più alto della loro gravità e spesso migliorano in seguito. Statisticamente l'età di massima severità dei tic è tra gli otto e i dodici anni, con la maggior parte delle persone che sperimentano una costante diminuzione della loro severità e che spesso terminano durante l'adolescenza. Uno studio non ha mostrato alcuna correlazione tra severità dei tic e inizio della pubertà, in contrasto con la credenza popolare che i tic aumentassero alla pubertà. In molti casi una remissione completa dei sintomi si verifica dopo l'adolescenza. Tuttavia uno studio ha evidenziato che, sebbene i tic fossero diminuiti in confronto con l'infanzia anche come severità, il 90% degli adulti li presentava ancora.

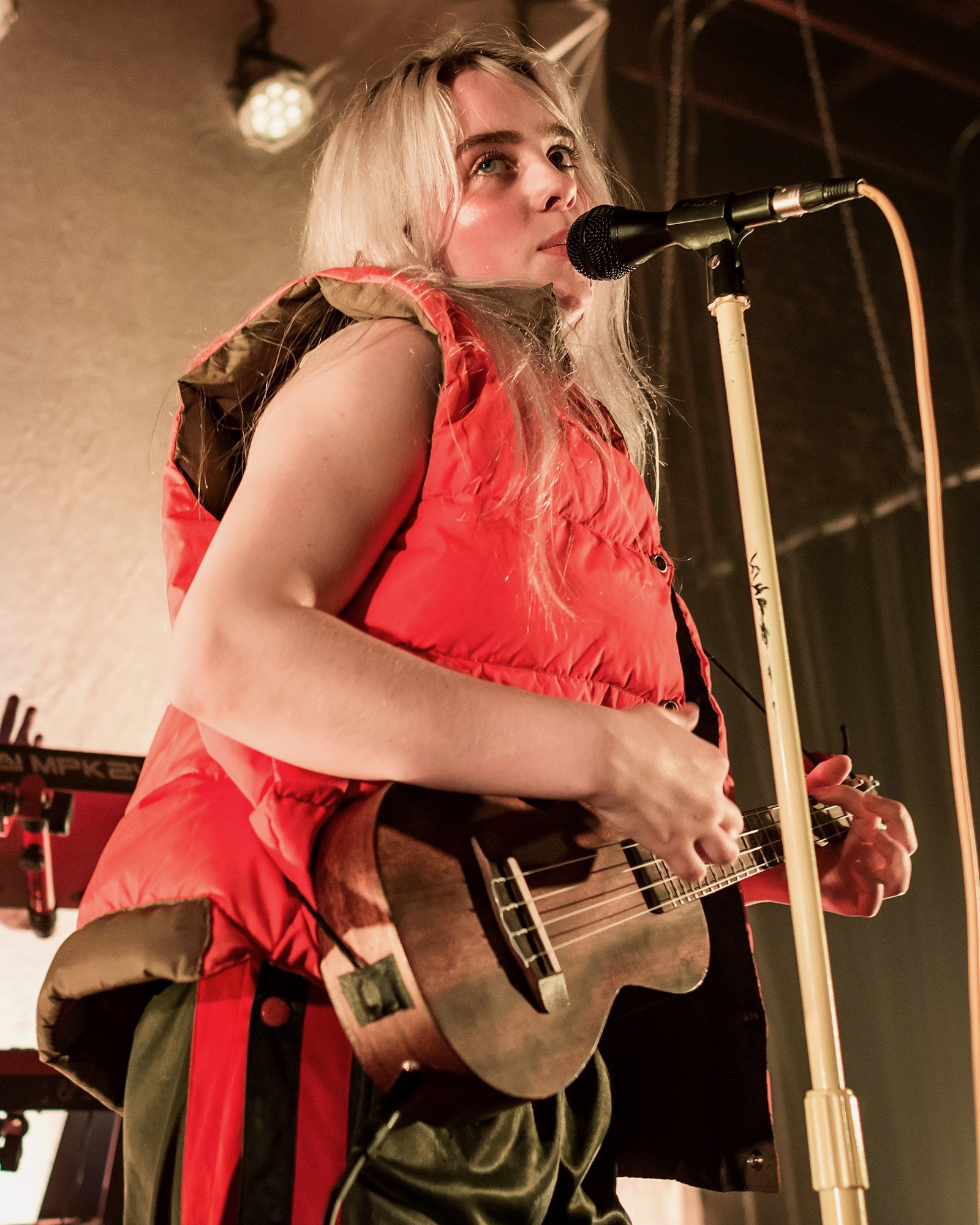
Billie Eilish, cantante affetta dalla sindrome di Tourette

I bambini con la sindrome di Tourette possono soffrire socialmente se i loro tic sono visti come "bizzarri". Se un bambino presenta tic invalidanti che interferiscono con l'adattamento sociale, la psicoterapia o interventi educativi e scolastici di sostegno possono essere d'aiuto. Poiché le condizioni di comorbidità (come il disturbo da deficit di attenzione/iperattività - ADHD o il disturbo ossessivo-compulsivo) possono causare un maggiore impatto sulla manifestazione complessiva dei tic, è richiesta una valutazione approfondita dello stato psichico del soggetto.
Un ambiente familiare positivo fornisce maggiori possibilità di gestire la malattia. Le persone con la sindrome di Tourette possono imparare a camuffare i tic socialmente inappropriati o incanalare l'energia dei loro tic in uno sforzo funzionale. La sindrome è stata riscontrata in musicisti, atleti, oratori e professionisti di ogni ceto sociale. I risultati in età adulta sono associati più all'aver percepito una situazione di disagio durante la giovinezza, piuttosto che con la gravità dei tic. Un individuo frainteso, punito o deriso a casa o a scuola, avrà una sequela peggiore.

## Screening
Anche se non tutte le persone con la sindrome di Tourette presentano condizioni di comorbidità, la maggior parte dei pazienti, che si presentano presso centri specializzati per la cura, ha altre condizioni. Tra di esse si può includere il disturbo da deficit di attenzione/iperattività (ADHD), il disturbo ossessivo-compulsivo (DOC), disturbi specifici di apprendimento e disturbi del sonno. Comportamenti dirompenti e alterati o deterioramento cognitivo, possono essere riscontrati in pazienti con comorbidità di sindrome di Tourette e ADHD, ciò mette in evidenza l'importanza di individuare e trattare le patologie concomitanti. La presenza di tic, in assenza di ADHD, non sembra essere associata a un comportamento disturbato o a un danno funzionale mentre la compromissione nella vita scolastica, familiare o di relazioni sociali è maggiore in coloro che presentano una o più comorbidità e spesso ciò determina se sia necessaria una terapia.
La valutazione iniziale di un paziente in cui vi è la presenza di un tic, dovrebbe includere una valutazione approfondita, compresa una storia familiare di tic, di ADHD, di sintomi ossessivo-compulsivi e altre condizioni mediche, psichiatriche e neurologiche croniche. Ai bambini e adolescenti con la sindrome e che hanno difficoltà di apprendimento, sono consigliati test psicoeducativi, in particolare se il bambino presenta anche ADHD. Le comorbidità non diagnosticate possono causare compromissione funzionale ed è quindi necessario identificare e trattare queste condizioni per migliorare le condizioni di vita. Le complicanze possono includere depressione, problemi di sonno, disagio sociale e l'autolesionismo.

## Società e cultura

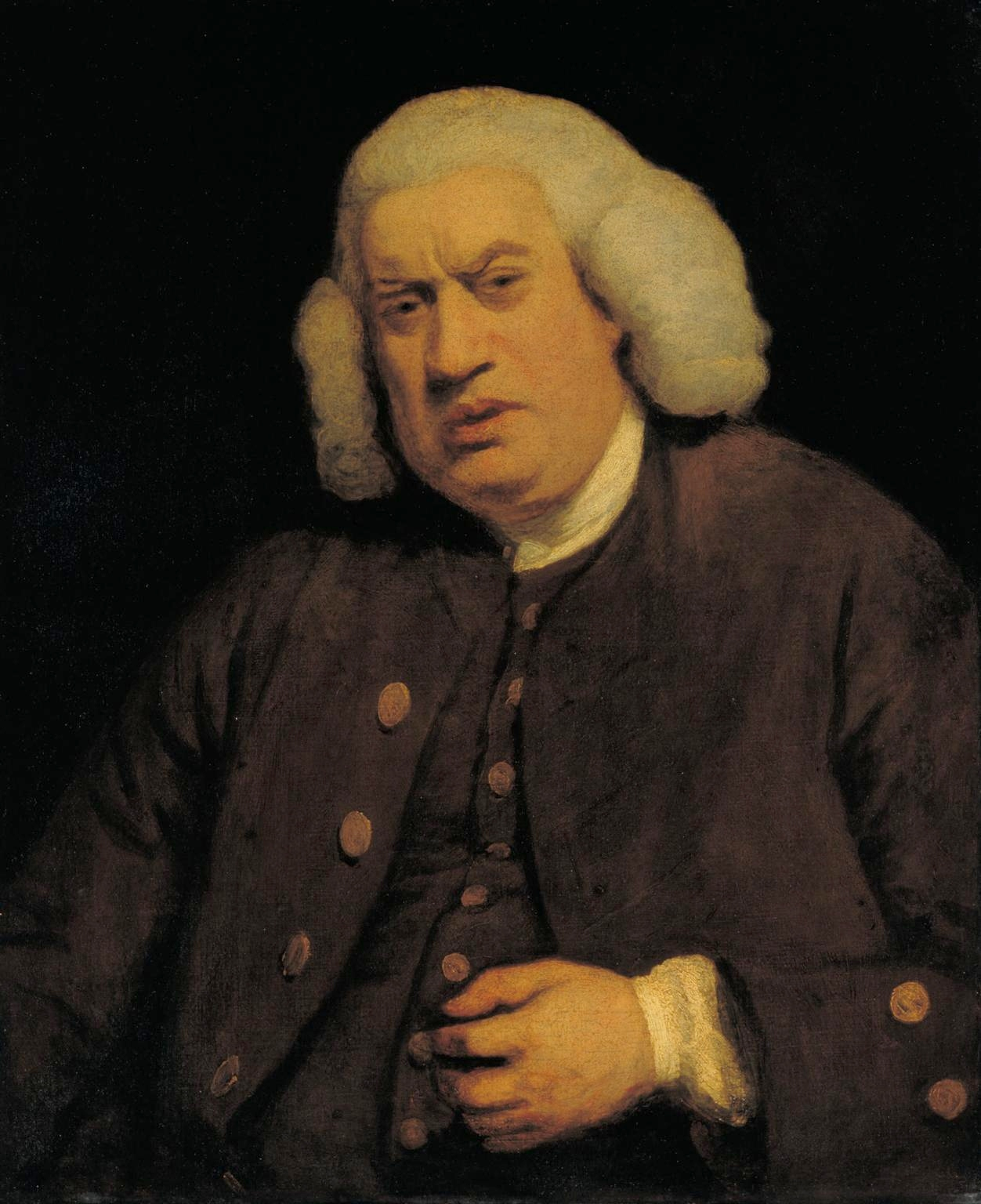
Samuel Johnson (1709–1784): si ritiene che fosse affetto dalla sindrome di Tourette

Non tutte le persone con la sindrome di Tourette accettano un trattamento o una "cura", soprattutto se ciò può significare "perdere" qualcosa. I ricercatori Leckman e Cohen, e l'ex consigliere della Tourette Syndrome Association Kathryn Taubert, ritengono che vi possano essere vantaggi latenti associati alla vulnerabilità genetica di un individuo di sviluppare la sindrome di Tourette, come ad esempio una maggiore consapevolezza e una maggiore attenzione per i dettagli e che possono avere valore adattativo. Vi sono prove che sostengono che i bambini con solo sindrome di Tourette e assenza di condizioni di comorbidità, siano particolarmente talentuosi. Essi, tendenzialmente, risultano essere più veloci rispetto alla media della loro fascia di età su prove cronometrate di coordinazione motoria.
Personalità notevoli con sindrome di Tourette si possono trovare in tutti i ceti sociali, compresi musicisti, atleti, personaggi dello spettacolo, insegnanti, medici e scrittori. L'esempio più noto di una persona che avrebbe tratto vantaggio da alcuni comportamenti ossessivi-compulsivi è Samuel Johnson, un letterato inglese del XVIII secolo che probabilmente aveva la sindrome di Tourette, come testimoniano gli scritti di James Boswell. Johnson scrisse nel 1747 un dizionario della lingua inglese ed è stato un prolifico scrittore, poeta e critico letterario.
Nonostante sia stato ipotizzato che Mozart avesse la sindrome di Tourette, nessun esperto ha mai presentato prove credibili a sostegno di tale conclusione.
Prima che Gilles de la Tourette descrivesse la condizione, nella letteratura di fantasia vi sono probabili esempi di personaggi con caratteristiche riconducibili alla sindrome: il signor Pancks di La piccola Dorrit di Charles Dickens e Nikolai Levin in Anna Karenina di Lev Tolstoj. I media sono stati spesso criticati per aver dipinto le persone con la sindrome di Tourette come disadattati sociali il cui unico tic fosse la coprolalia e ciò ha spesso portato a una generale stigmatizzazione e incomprensione.

## Stato della ricerca
I progressi nei settori della genetica, del neuroimaging, della neurofisiologia e della neuropatologia hanno permesso di migliorare le conoscenze della sindrome di Tourette. Tuttavia permangono molte domande riguardo al modo migliore per classificarla e correlarla ad altri disturbi del movimento e ad altre patologie psichiatriche. Al 2014 i dati epidemiologici erano ancora carenti e i trattamenti disponibili non privi di rischio ben tollerati. Gli organi di informazione si sono occupati soprattutto dei trattamenti di cui non è stata ben stabilita la sicurezza o l'efficacia, come la stimolazione cerebrale profonda e alcune terapie alternative.